# Académie royale de peinture et de sculpture
Académie royale de peinture et de sculpture (česky Královská akademie malby a sochařství) v Paříži byla první uměleckou institucí ve Francii v 17. století.

## Založení
Akademie byla založena francouzským králem Ludvíkem XIV. v roce 1648, a to podle vzoru Cechu svatého Lukáše v Římě. Paříž už uměleckou akademii měla, totiž Akademii sv. Lukáše, která byla ovšem stejným městským cechem jako každý jiný umělecký Cech sv. Lukáše. Účelem založení této nové akademie bylo profesionalizovat umělce pracující pro francouzský dvůr a dát jim oficiální status, což Cech svatého Lukáše ve Francii neměl. Podle Denise Diderota a jeho Encyklopedie aneb Racionální slovník věd, umění a řemesel, kterou zpracoval ve spolupráci s Jeanem le Rond d'Alembertem, byla akademie výsledkem „hádek, které vznikly mezi malíři chráněnými králem a ostatními mistry malíři“. V odezvě na stížnosti umělců, skupina zákonodárců vytvořila plán pro založení umělecké akademie, a ten získal souhlasné rozhodnutí státní rady.

## Jean-Baptiste Colbert
V roce 1661 se francouzský ministr financí Jean-Baptiste Colbert spojil s malířem Charlesem Le Brunem aby dali společně nový směr vývoji průmyslu s uměním. Jejich hlavním poradcem byl král Ludvík XIV. Prvořadým úkolem Charlese Le Bruna bylo zajistit, aby umění sloužilo glorifikaci krále. Dostal příkaz vytvořit „Style royal“ (Královský styl), což v praxi znamenalo styl, který se bude líbit králi.

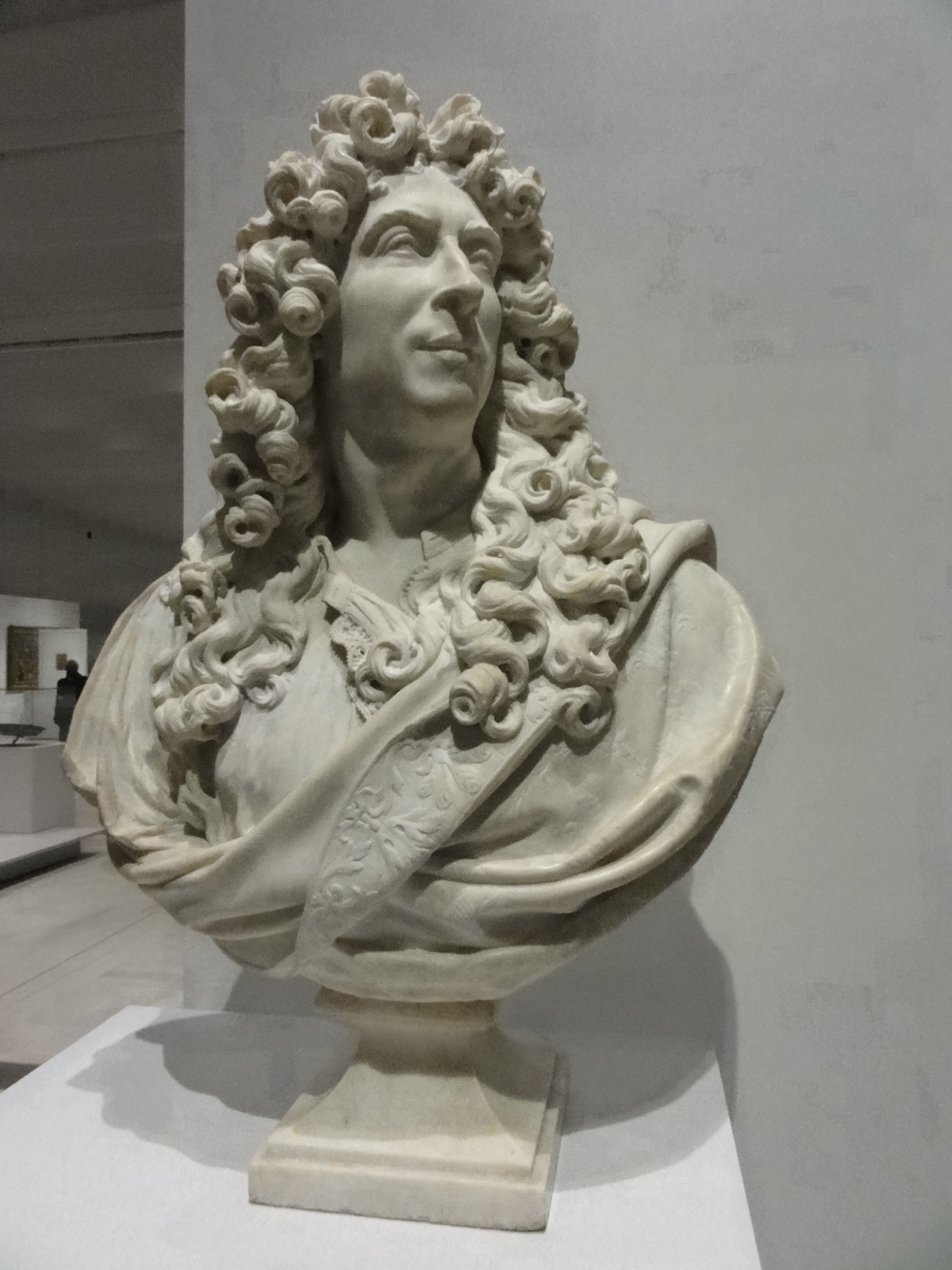
Charles Le Brun

## Charles Le Brun ředitelem
Ludvík XIV. byl Le Brunovým uměním okouzlen. Počátkem roku 1655 ho jmenoval oficiálním kancléřem Académie. V roce 1663 ho jmenoval ředitelem „Académie royale de peinture et de sculpture“. Le Brun položil základy této instituce a stal se v podstatě všemocným pánem francouzského umění 17. století. V letech 1668–1683 byl rektorem akademie a jako její ředitel působil od roku 1683 do roku 1690. Le Brun řídil většinu rozhodnutí uvnitř instituce. V únoru 1675 vydal nařízení, že žádné rozhodnutí nebude v akademii validováno bez jeho souhlasu. Postavení Le Bruna v akademii a jeho na vliv na umění jako prvního královského malíře mu umožnilo diktovat náměty pro všechny obrazy, sochy a návrhy gobelínů. Dokonce pro specifické projekty jako byla „Grande Galerie du Louvre“, dostali umělci příkaz od Le Bruna vytvářet pouze designy navrhované jím samotným. Do akademie přijal mnoho dalších umělců, mezi lety 1664 až 1683 to bylo celkem 107 umělců. Pro srovnání, v letech 1707–1720 bylo přijato 89 a v letech 1735–54 pouze 57 umělců. Pod jeho vlivem se Académie stala pro umělce dostupnější než kdy předtím. Vztah Le Bruna s královským dvorem mu umožnil i pozici organizátora pohřbu Jeana Baptiste Colberta v roce 1683. Le Brun začal ztrácet svůj vliv v Académii s nástupem Pierra Mignarda. Nicméně stále si udržoval vliv na dění v akademii a to až do své smrti v roce 1690.

## Přerušení
Dne 8. srpna 1793 byla „Académie royale de peinture et de sculpture“ zrušena. Důvodem byla Velká francouzská revoluce. Francouzský konvent rozhodl, že zruší „všechny akademie a literární společnosti licencované nebo dotované národem“ (toutes les académies et sociétés littéraires patentées ou dotées par la Nation).

Znak Académie royale de peinture

## Pokračování
Ze zrušené „Académie royale de peinture et de sculpture“ vznikla „Académie de Peinture et de Sculpture“. Ta je zodpovědná za „Académie de France“ (Francouzská akademie v Římě), sídlící v římské vile Medicejů. Založena byla v roce 1666 a umožňuje nadaným umělcům studovat v Římě. V roce 1816 byla sloučena „Académie de Musique“ (Akademie hudby), která byla založena v roce 1669, „Académie d'Architecture“ (Akademie architektury) založená v roce 1671 a Académie de peinture et de sculpture, založená v roce 1648. Z těchto tří institucí vznikla Académie des beaux-arts (Akademie výtvarných umění), jedna z pěti akademií Institutu de France.

## Instituce akademie

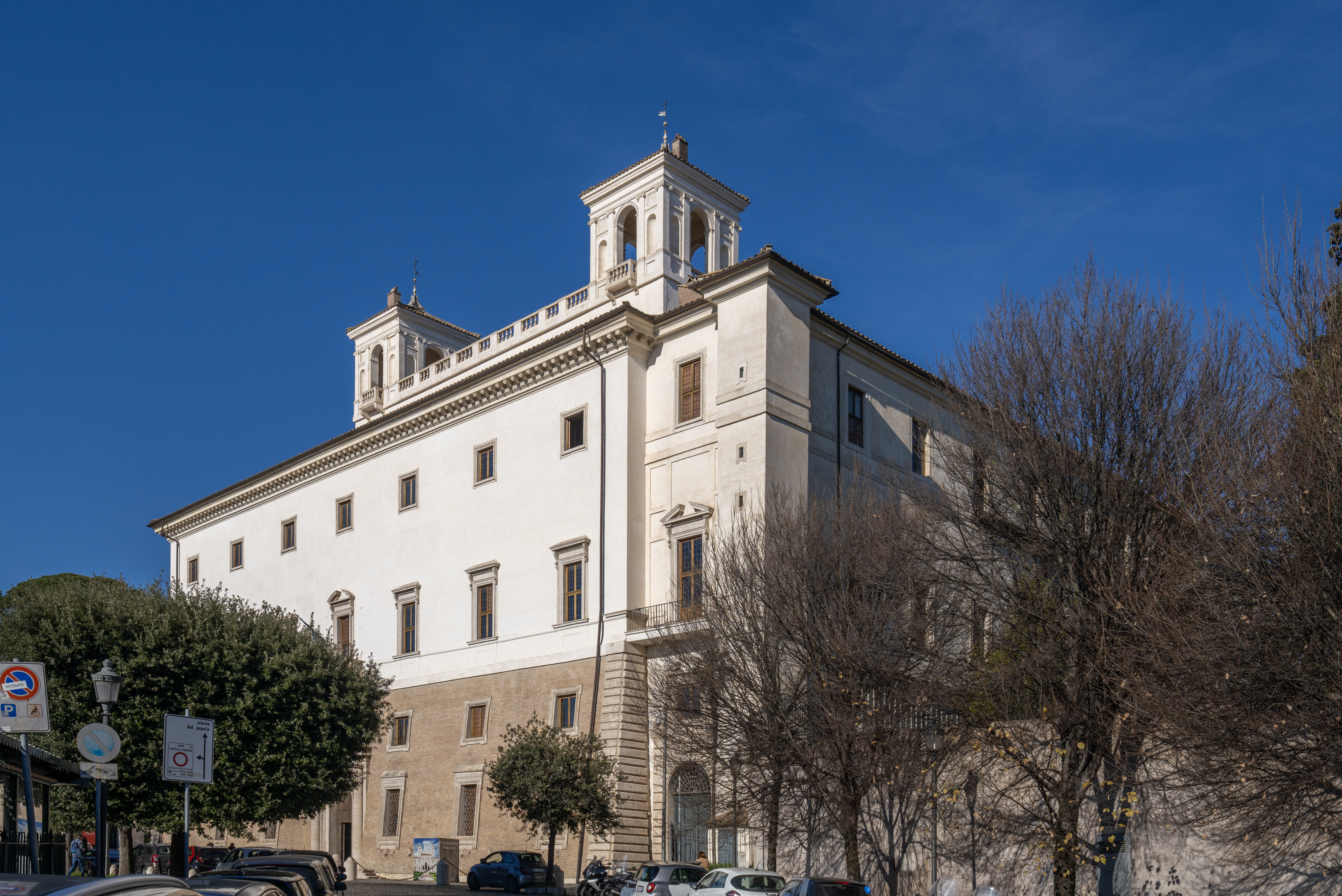
Sídlo Académie de France v Římě

- Francouzská akademie (Académie française), studium francouzského jazyka, založena 1635, zrušena 1793, obnovena 1803, došlo k rozdělení instituce.
- Académie des inscriptions et belles-lettres (Akademie písemností a krásné literatury), historie písemných památek, založena 1663.
- Académie des sciences (Francouzská akademie věd), podpora a ochrana francouzské vědy – založena 1666.
- Académie des beaux-arts (Akademie krásných umění), propagace a ochrana umění – vznikla roku 1816 sloučením:
  - Académie de peinture et de sculpture (Akademie malířství a sochařství), založena 1648
  - Académie de musique (Akademie hudby), založena 1669
  - Académie d'architecture (Akademie architektury), založena 1671
- Académie des sciences morales et politiques (Akademie etických a politických věd), založena 1795, zrušena 1803, obnovena 1832.